# Zapowiedź ciszy
Zapowiedź ciszy – polski film obyczajowy składający się z dwóch opowieści. Pierwsza opowiada o starym, który nie chce zniszczenia domu. Druga to historia o małżeństwie.

## Występują
„Zwiastowanie”
- Franciszek Blada – stary
- Mieczysław Hryniewicz – operator spychacza
- Barbara Dziekan – synowa starego
- Kazimierz Kaczor – Staszek, syn starego
- Henryk Jerzyński – taksówkarz
- Eugeniusz Priwieziencew – pijak

„Dom”
- Julitta Sękiewicz – Krystyna
- Zbigniew Bielski – Paweł, mąż Krystyny
- Emil Karewicz – ojciec Krystyny
- Halina Koman-Dobrowolska – matka Krystyny
- Zygmunt Malanowicz – lekarz
- Zofia Krawczyk – matka Pawła